# Sanuki udon

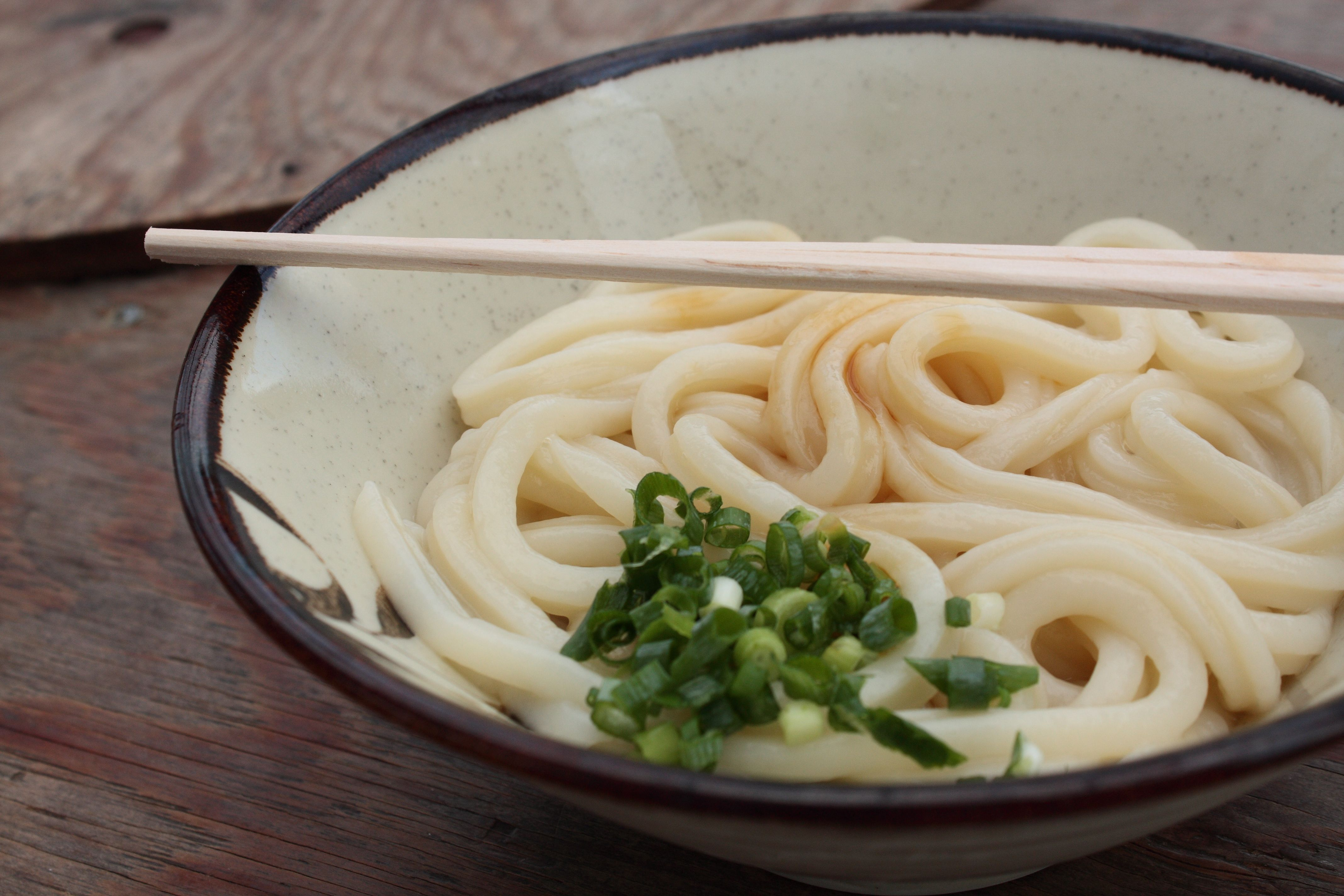
Sanuki udon.

El sanuki udon (讃岐うどん?) es un plato típico de la prefectura de Kagawa (Japón). Se compone de fideos gruesos japoneses, llamados udon, que van dentro de una sopa, tradicionalmente compuesta de atún y kelp (un tipo de alga) ligeramente sazonada. La variedad de udon utilizada, también llamada sanuki, es especialmente contundente y combina una textura suave con una firmeza al dente, resultado de la combinación de ingredientes y técnicas locales características.
Para ocasiones especiales, como funerales o en el Día de Año Nuevo.
La tradición afirma que el sanuki udon fue traído de China en el siglo IX por el monje Kukai. Desde 2003, la popularidad de este plato ha crecido extraordinariamente, de forma que personas de todo Japón visitan la zona sólo para probarlo.